# Udziałowa
„Udziałowa” – jedna z mleczarni-kawiarni, działająca w Warszawie od końca XIX w. do zakończenia I wojny światowej. Założycielami „Udziałowej” byli: K. Życki, S. Giżyński, Elżanowski. Siedziba „Udziałowej” mieściła się w kamienicy na rogu ul. Nowy Świat 15 i Al. Jerozolimskich 2. 
Z czasem otworzono filie na ul. Nowy Świat i ul. Marszałkowskiej. 
Początkowo było to miejsce, w którym inteligencja warszawska spożywała późne drugie śniadanie lub kolacje - stąd nazywana była mleczarnią. „Udziałowa” zaopatrzona była w prasę krajową i zagraniczną, a wieczorami grała tam orkiestra. Było to miejsce spotkań artystów, satyryków, poetów, literatów ówczesnej Warszawy. Bywalcami „Udziałowej” byli m.in. Władysław Reymont, Stefan Żeromski, Antoni Lange, Kazimierz Tetmajer, Stefan Jaracz, a także członkowie redakcji „Chimery”. Po I wojnie światowej w miejscu „Udziałowej” powstała kawiarnia „Cafe Club”.